# Spoorlijn Puyoô - Dax
De spoorlijn Puyoô - Dax is een Franse spoorlijn van Puyoô naar Dax. De lijn is 30,3 km lang en heeft als lijnnummer 656 000.

## Geschiedenis
De lijn werd geopend door de Compagnie des Chemins de fer du Midi op 4 maart 1863.

## Treindiensten
De SNCF verzorgt het personenvervoer op dit traject met TGV, IC en TER treinen.
| Serie    | Treinsoort | Route                                                                                            | Bijzonderheden |
| -------- | ---------- | ------------------------------------------------------------------------------------------------ | -------------- |
| TGV 8560 | TGV (SNCF) | Paris-Montparnasse – Bordeaux-Saint-Jean – Dax – Orthez – Pau – Lourdes – Tarbes                 |                |
| IC 3700  | IC (SNCF)  | Paris-Austerlitz – Les Aubrais – Dax – Bayonne – Orthez – Pau – Lourdes – Tarbes                 | nachttrein     |
| D 52     | TER (SNCF) | Bordeaux-Saint-Jean – Pessac – Facture-Biganos – Morcenx – Dax – Orthez – Pau – Lourdes – Tarbes |                |
| L 52     | TER (SNCF) | Bordeaux-Saint-Jean – Pessac – Facture-Biganos – Morcenx – Dax – Orthez – Pau – Lourdes – Tarbes |                |

## Aansluitingen
In de volgende plaatsen is of was er een aansluiting op de volgende spoorlijnen:
Puyoô
RFN 650 000, spoorlijn tussen Toulouse en Bayonne
RFN 662 000, spoorlijn tussen Puyoô en Mauléon
Dax
RFN 655 000, spoorlijn tussen Bordeaux-Saint-Jean en Irun
RFN 654 000, spoorlijn tussen Dax en Mont-de-Marsan
lijn tussen Dax en Azur

## Elektrische tractie
De lijn werd in 1925 geëlektrificeerd met een gelijkspanning van 1500 volt.